# Davies Coop & Company

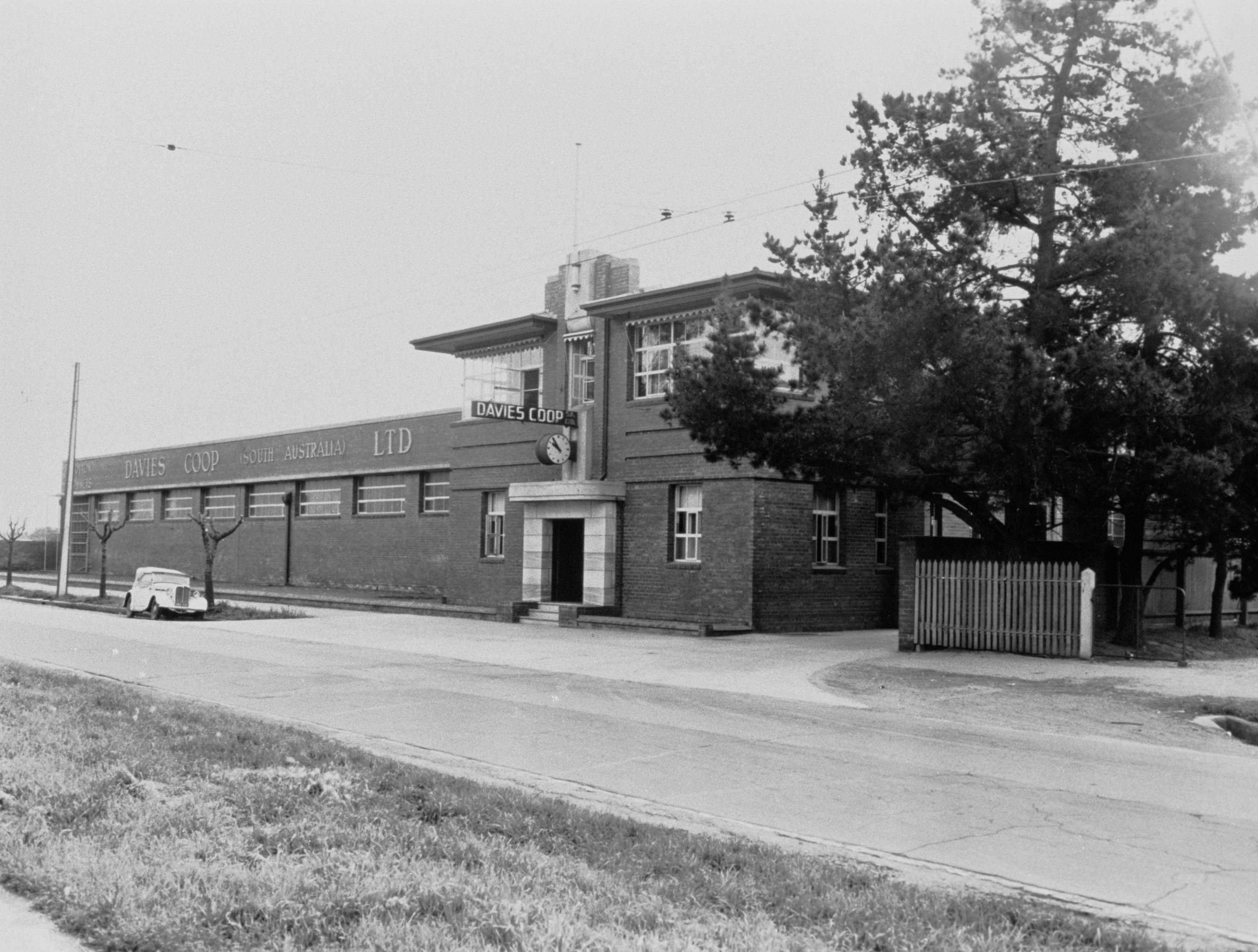
Davies Coop South Australia Ltd

Davies Coop & Company ist ein südaustralischer Hersteller von Garnen und Textilprodukten.

## Geschichte
Das Unternehmen fertigte ab 1925 Hemden und Schlafanzüge. Es diversifizierte 1928 ins Stricken, 1930 ins Baumwollspinnen und 1932 ins Baumwollweben. Eine weitere Expansion fand 1938 statt, als das Unternehmen eine Fabrik zur Herstellung von Kondensatorgarn und Reifengarn für Autoreifengewebe gründete. Im Jahr 1938 gründete es die Davies Coop (Flax Industries) Pty Ltd, in der Flachsfasern (Vollleinen) für Planen, Feuerwehrschläuche und Segeltuch gewebt wurden. 1969 wurde das Unternehmen von Bradmill Industries Limited übernommen.

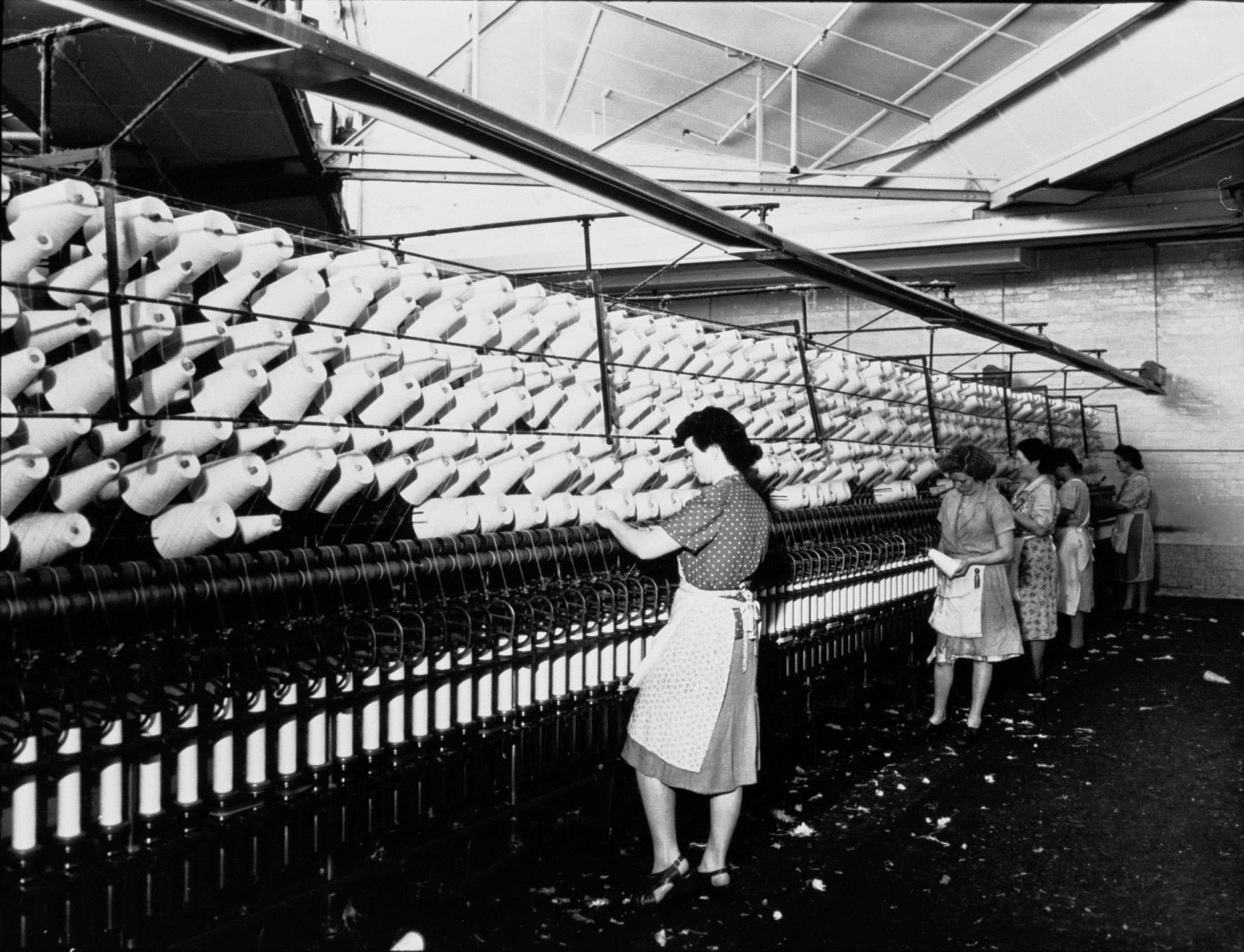
Spinnerei
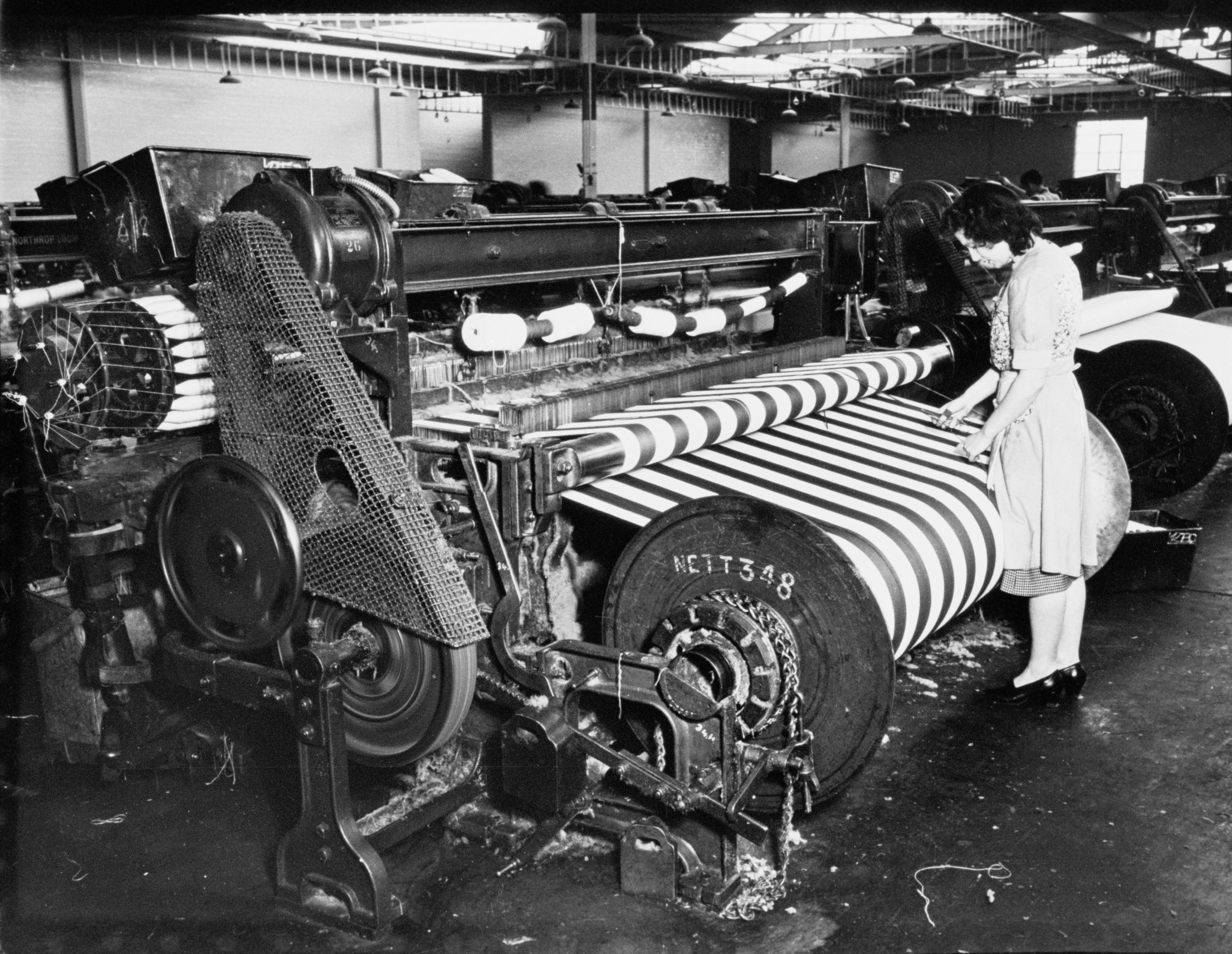
Leinenweberei
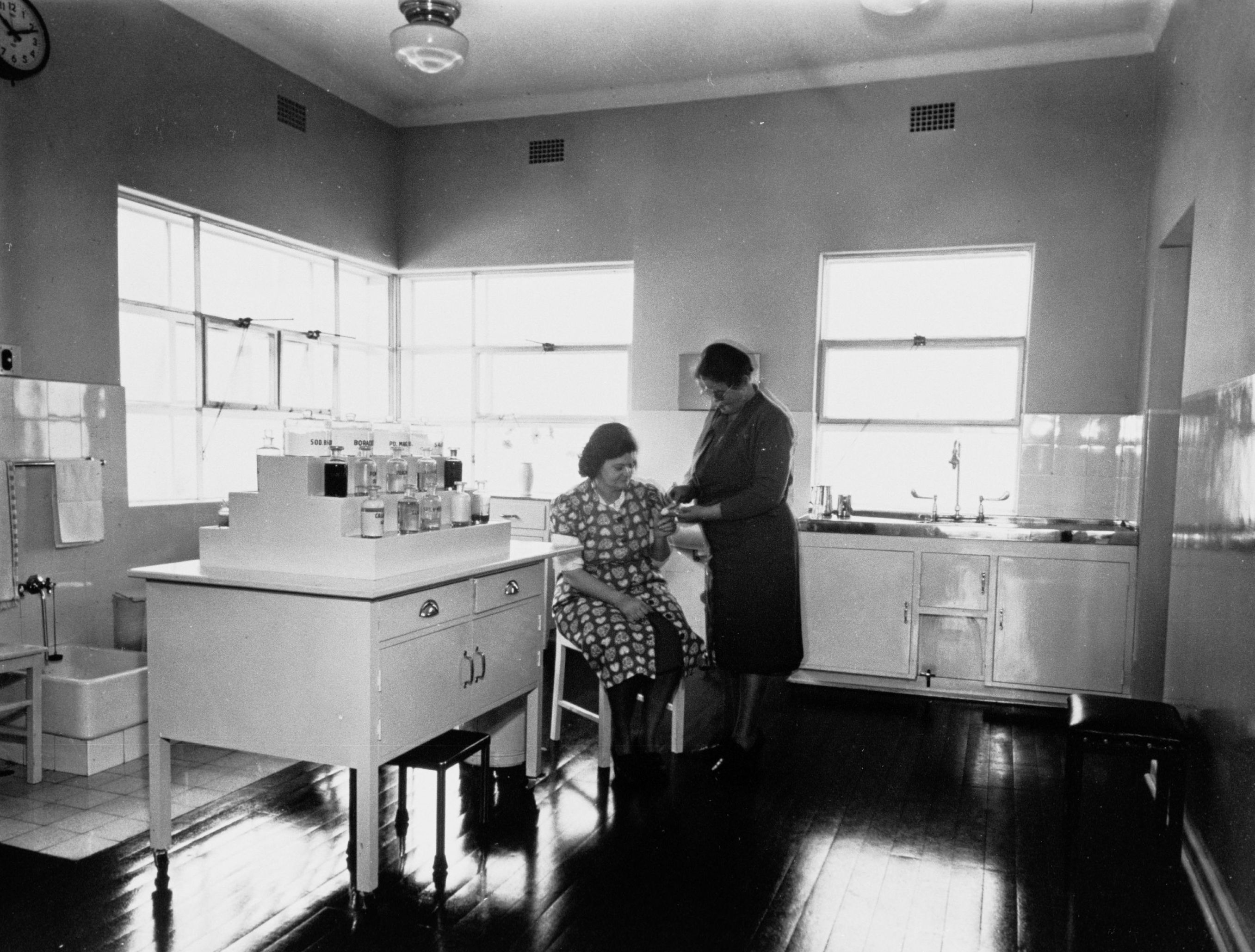
Labor